# Henry Richard Bird
Henry Richard Bird  (Walthamstow, 14 novembre 1842 – Londres, 21 novembre 1915) est un pianiste et organiste britannique.

## Biographie
Bird étudie d'abord avec son père, avant de travailler avec James Turle. Il s'installe à Londres dès 1859 où il est organiste à divers postes avant d'être nommé à St Mary Abbots (en), Kensington à Londres en 1872.
Parallèlement, il est professeur au Royal College of Music et à Trinity College, dès 1896.
Bird avait une solide réputation d'accompagnateur, et il jouait pour les plus grands artistes.